# Роу против Уэйда
Ро́у про́тив Уэ́йда (англ. Roe v. Wade) — историческое решение Верховного Суда США относительно законности абортов. Является одним из наиболее политически значимых решений в истории Соединённых Штатов.
Суд постановил, что женщина имеет право прервать беременность по собственному желанию до тех пор, пока плод не станет жизнеспособным (англ. viable). В контексте данного решения под жизнеспособностью подразумевается автономность, «способность существовать вне материнского организма, в том числе при медицинской поддержке». Примерным сроком достижения жизнеспособности является 7 месяцев (28 недель); впрочем, порог может быть снижен до 24 недель.
На поздних стадиях беременности аборт может быть осуществлён, только если сохранение плода представляет опасность для матери. Эта норма установлена решением по делу Доу против Больтона (англ. Doe v. Bolton). Основанием решения послужило право на неприкосновенность частной жизни, проистекающее из статьи о справедливом суде (англ. Due Process Clause) Четырнадцатой поправки.
В июне 2022 года решением по делу «Доббс против «Организации женского здоровья Джексона»» Верховный суд США постановил, что Конституция США не предусматривает права на аборт и штаты вправе регулировать эту сферу самостоятельно, согласно 10-й поправке к Конституции США, и отменил действие решения по делу Роу против Уэйда, поскольку оно прямо противоречило 10-й поправке к Конституции.

## Аборты в США
Аборт был довольно распространённой практикой в истории США и не всегда вызывал общественную полемику. В то время когда общество больше беспокоили серьёзные последствия внебрачной беременности женщин, семейные дела решались вне поля зрения общественности. Преступность аборта в глазах закона является предметом споров историков и учёных-юристов.
В 1821 году в штате Коннектикут впервые был принят закон, разрешающий аборты. Закон запрещал использование ядов при выполнении абортов. После 1840-х годов произошёл рост числа абортов. В 19-м столетии медики в основном были настроены против абортов, что Мохр объясняет конкуренцией между мужчинами с медицинским образованием и женщинами без медицинского образования. Выполнение абортов было одной из первых медицинских специальностей, аборты выполнялись людьми, не обладающими медицинскими лицензиями, поскольку обеспеченные люди делали аборты и хорошо платили за это. Пресса сыграла ключевую роль в сплачивании сторонников законов против абортов. Согласно Джеймсу С. Уитерспуну, бывшему поверенному апелляционного суда Третьего Верховного судебного округа Техаса, в 1968 году в 27 из 37 штатах аборты не были разрешены до появления движений плода. К концу 1883 года в 30 из 37 штатах, на шести из десяти американских территориях и в королевстве Гавайи, где аборты когда-то выполнялись, повсеместно были составлены законы, запрещающие аборты до появления движений у плода. В более чем десяти штатах разрешалось выполнение абортов до появления движений плода, до того как это различие (появилось движение плода или нет) было упразднено. В 1900 году в каждом штате уже были законы, направленные против абортов.
В США до принятия законов против абортов они иногда считались преступлением, в частности такими юристами, как Уильям Блекстоун и Джеймс Уилсон. В 19-м и начале 20-го века аборты до появления движений плода считались не оправданными в глазах закона. В случае смерти матери человек, выполнивший аборт, мог быть обвинён в убийстве. Закон рассматривал аборт до появления движений плода как одну из стадий совершения преступления. Идеи негативной свободы были неприменимы в ситуациях, вызванных согласием на что-то или сознательным поступком, что позволяло считать аборты, совершённые по обоюдному согласию, преступлением против закона. Мнение большинства в деле «Роу против Уэйда», которое выразил судья Верховного суда США Гарри Блэкман, определило, что криминализация абортов не имела корней в английской юридической традиции и предполагалось вернуться к более мягким законам об абортах, действовавших до 1820-х годов. Целями запрета абортов было сохранение жизни плода, защита жизни матери, сдерживание выполнения новых абортов, предотвращение вероятности ущерба для репродуктивной способности матери. Судьи не всегда могли определить, какая цель была более важной. Представители властей предпочитали скорее не арестовывать женщин за то, что они прервали свою беременность, а допросить их, чтобы установить доказательства против лиц, выполнявших аборты. Данная практика правоохранительных органов стала ответом на решения жюри присяжных, отказывавшихся осуждать женщин, преследуемых законом за прерывание своей беременности, в 19-м веке. В 1973 году судья Блэкман выразил своё мнение так: «ограничительные уголовные законы об абортах, действующие сегодня в большинстве штатов, появились сравнительно недавно».
В 1960-х и в начале 1970-х оппозицию к абортам в основном выражали политики левого толка и Демократическая партия, хотя феминисты в их рядах в основной массе поддерживали разрешение абортов. Большинство либерально настроенных католиков и «основных» протестантов (обе этих массы голосовали за демократов) выступали против либерализации законов об абортах, в то время как протестанты других объединений, включая евангелистов, поддерживали свободу абортов как вид свободы вероисповедания, в чём они видели отсутствие запрета в Библии и убеждение в невмешательстве государства.
В 1971 году плановый аборт по требованию был фактически разрешён на Аляске, в Калифорнии, на Гавайях, в Нью-Йорке, Вашингтоне и федеральном округе Колумбия. Некоторые женщины ездили в области, законы которых позволяли аборты, но не все женщины могли себе это позволить. В 1971 году Ширли Уилер была обвинена в убийстве, после того как персонал больницы во Флориде сообщил в полицию о том, что она нелегально прервала беременность. Уилер стала одной из немногих женщин, которым предъявили обвинения в их штатах. Она получила два года лишения свободы условно и в качестве варианта для своего испытательного срока решила вернуться в дом своих родителей в штате Северная Каролина. Playboy Foundation пожертвовал 3,5 тыс. долларов на её защиту и выступил с осуждением её уголовного преследования. Boston Women's Abortion Coalition собрала деньги и устроила собрание, где присутствовавшие выслушали спикеров из Women's National Abortion Action Coalition (WONAAC). Приговор Уилер был отменён Верховным судом штата Флорида.

## История дела
В сентябре 1969 года, работая вдали от дома, Норма Маккорви обнаружила, что беременна. По возвращении в Даллас она по совету друзей заявила об изнасиловании — законы штата Техас позволяли прерывать беременность только в случае изнасилования и инцеста. Ей не удалось доказать факт изнасилования. После провала первого плана Норма запланировала криминальный аборт, но и на этот раз ничего не вышло — специалиста, к которому она собиралась обратиться, арестовала полиция.
В то время адвокаты Линда Коффи (англ. Linda Coffee) и Сара Веддингтон (англ. Sarah Weddington) как раз искали истца, от имени которого можно было бы подать иск против штата Техас.
| Мы сделаем это ради других женщин.Норма Маккорви, ок. 1970 |

Сара Веддингтон наняла Линду Коффи для помощи с судебными разбирательствами по абортам. Их первыми истцами была супружеская пара; они присоединились после того, как женщина услышала речь Коффи. В предполагаемом иске указывалось, что аборты были необходимы женщине с медицинской точки зрения. У женщины было нейрохимическое расстройство, и считалось, что с медицинской точки зрения ей не следует рожать и воспитывать детей, однако пара не хотела воздерживаться от секса, а контрацепция могла не сработать. Адвокаты были обеспокоены тем, что женщина не была беременна. Позже Веддингтон написала, что им «нужно было найти беременную женщину из Техаса, которая хотела бы сделать аборт и была бы готова стать истцом». Они также хотели повысить вероятность того, что выбор судейской коллегии поможет им выиграть дело в суде. Они хотели представить своё дело коллегии из трёх судей, в которую бы входил по их мнению сочувствующий судья, что было возможно только при подаче дела в Далласе. Если бы одно из двух дел, поданных ими в Далласе, было решено положительно, они намеревались просить об объединении с ним другого дела.
В 1970 году Линда Коффи и Сара Веддингтон подали иск в Окружной федеральный суд штата Техас. В иске фигурировал псевдоним — Джейн Роу. Ответчиком выступил окружной прокурор Генри Уэйд.
Окружной суд вынес решение в пользу Маккорви по существу дела, но отказал в наложении запрета на соответствующие законы. При этом суд руководствовался Девятой поправкой к Конституции США как и на сходящееся мнение Артура Голдберга по делу Грисвольд против Коннектикута (связь между запретом контрацепции и абортов).
В порядке апелляции дело дошло до Верховного суда. В декабре 1972 года суд рассмотрел его. Гарри Блэкман подготовил предварительное мнение относительно неопределённости законов Техаса. Но поскольку Уильям Ренквист и Льюис Л. Пауэлл не принимали участия в первом туре обсуждений, председатель Уоррен Бергер предложил провести повторные прения. Роль ответчика взял заместитель генерального прокурора штата Техас Роберт Флауэрс (англ. Robert C. Flowers).

## Подсудность
Возможность рассмотрения дела Верховным судом в данном случае была неочевидна. Существует правило, что Верховный суд США разрешает только реальные споры. Но на момент рассмотрения дела истица уже успела родить и соответственно конфликт был исчерпан. Выступать же от имени всех женщин она тоже не могла.
Однако суд сделал исключение (не первый раз в истории), основываясь на возможности возникновения аналогичной ситуации.
Если  завершение беременности означает завершение разбирательства, судебные тяжбы о беременности лишь в редких случаях смогут пройти первую инстанцию, и возможность пересмотра в апелляционной инстанции будет фактически сведена на нет <?>.
Оригинальный текст (англ.)If that termination makes a case moot, pregnancy litigation seldom will survive much beyond the trial stage, and appellate review will be effectively deniedГарри Блэкман